# 孟若羽
孟若羽（1992年1月6日—），本名宋敏華，台灣AV女優。原為禮服秘書，因朋友進入AV界拍片，而在2021年1月跟著入行，有「暗黑楊丞琳」的稱號，為人熟知的作品是「捷運痴漢」「豔母1~6」「成人遊戲」。

## 經歷
2021年12月8日，台灣AV導演圤智雨證實，孟若羽將和網紅鄧佳華拍攝色情影片。同月12日，孟若羽表示，家人和朋友都反對拍攝，使他無法再忍受；與經紀人商討後，決定退出這個拍攝。

## 外部連結
- 官方网站（繁體中文）
- 孟若羽的Facebook專頁
- 孟若羽的Instagram帳戶